# Total Fucking Necro
Total Fucking Necro es un álbum recopilatorio de los dos primeros demos de Anaal Nathrakh, Anaal Nathrakh (demo), Total Fucking Necro y una canción inédita, del demo We Will Fucking Kill You. Originalmente lanzado a través de Leviaphonic Records en el 2000 en un demo de 8 canciones, Total Fucking Necro (Lev05) con las canciones en diferente orden.

## Lista de canciones
| N.º | Título                                     | Duración |  |
| 1.  | «Anaal Nathrakh»                           | 4:38     |  |
| 2.  | «Necrodeath»                               | 4:24     |  |
| 3.  | «Ice Blasting Storm Winds»                 | 5:53     |  |
| 4.  | «Carnage» (Mayhem cover)                   | 3:45     |  |
| 5.  | «The Supreme Necrotic Audnance»            | 5:01     |  |
| 6.  | «Satanarchrist»                            | 5:12     |  |
| 7.  | «L.E.T.H.A.L.: Diabolic»                   | 5:12     |  |
| 8.  | «De Mysteriis Dom Sathanas» (Mayhem cover) | 6:32     |  |
| 9.  | «The Technogoat»                           | 4:23     |  |
| 10. | «Necrogeddon»                              | 4:25     |  |

## Créditos
- V.I.T.R.I.O.L. (Dave Hunt) - voz
- Leicia - bajo
- Irrumator (Mick Kenney aka Migg) - todos los demás instrumentos (Guitarra, batería, sintetizadores)